# Pieces (canção de L'Arc~en~Ciel)
"Pieces" é o décimo sétimo single da banda japonesa L'Arc-en-Ciel, lançado em 2 de junho de 1999. Estreou na primeira posição na Oricon Singles Chart. "Pieces" ganhou o prêmio de "Melhor Vídeo do Ano" no "Space Shower Music Video Awards" de 1999. Vendeu 483.890 cópias em sua primeira semana.
A b-side "Fate (Fake Fate Mix)" é uma versão remixada por Yukihiro de "Fate", do álbum Heart.

## Faixas
Todas as letras escritas por Hyde. 
| N.º            | Título                 | Música                  | Duração |  |
| 1.             | "Pieces"               | Tetsu                   | 5:49    |  |
| 2.             | "Fate ~Fake Fate Mix~" | Ken, remix por Yukihiro | 6:58    |  |
| Duração total: | Duração total:         | Duração total:          | 12:47   |  |

## Ficha técnica
- Hyde – vocais
- Ken – guitarra
- Tetsu – baixo
- Yukihiro – bateria

## Desempenho
| Parada (1999) | Melhor posição |
| ------------- | -------------- |
| Oricon        | #1             |